# Муза Рубацките
Муза Рубацките (латис. Mūza Rubackytė; *19 травня 1959, Каунас) — литовська піаністка, проживає в Вільнюсі та Парижі.
Протягом радянської доби Музі Рубацките було заборонено виїздити за межі країн комуністичного блоку, але вона виступала з оркестрами країн Балтики, України, Вірменії, Узбекистану, Казахстану та Білорусі, а також з державними ансамблями з Москви, Вільнюса, Санкт-Петербурга. З 1991 року вона проживає у Парижі.